# 拉瑪錢德朗·納加斯瓦米
拉瑪錢德朗·納加斯瓦米（英語：Ramachandran Nagaswamy，1930年8月10日—2022年1月23日）是印度泰米尔纳德邦的歷史學家、考古學家與金石學家，研究領域為坦米爾那都寺廟的藝術史，特別專精於朱羅王朝的銅器藝術研究。納加斯瓦米曾於1966年至1988年擔任坦米爾那都考古部的部長。2018年他獲頒印度第三級的公民榮譽獎章蓮花裝勳章。

## 早年生活
納加斯瓦米於1930年出生於英屬印度金奈，其父為時事評論員Ramachandran Sastrigal。納加斯瓦米於馬德拉斯大學主修梵文，畢業後又獲梵文碩士與浦納大學的考古學博士學位，並在印度考古研究所接受訓練。

## 職業生涯
1959年至1963年納加斯瓦米擔任清奈政府博物館藝術與考古學部門的主管，隨後進入泰米尔纳德邦從事考古工作，1966年至1988年任泰米尔纳德考古部的部長。

## 榮譽
納加斯瓦米因研究12世紀詩人塞基扎尔所著史詩佩里亚·普拉纳姆，獲頒泰米尔纳德邦最高的公民榮譽卡拉玛玛尼獎。1980年代他曾在倫敦高等法院擔任專家證人，成功使法官判決將一件被走私至倫敦的朱羅王朝納塔羅闍雕塑歸還給印度。
2018年，納加斯瓦米獲頒印度第三級的公民榮譽獎章蓮花裝勳章

## 家庭
納加斯瓦米的妻子為帕尔瓦蒂（Parvati），兩人育有2子2女。2022年1月23日納加斯瓦米於清奈贝桑·纳加尔的家中逝世，享壽91歲。